# تکامسه فورنیس (آلاباما)
تکامسه فورنیس (به انگلیسی: Tecumseh Furnace) یک منطقهٔ مسکونی در ایالات متحده آمریکا است که در شهرستان چروکی، آلاباما واقع شده‌است. تکامسه فورنیس ۲۸۱٫۹۴ متر بالاتر از سطح دریا واقع شده‌است.